# جان اندرسون (قایقران قایق بادبانی)
جان اندرسون (انگلیسی: John Anderson؛ زادهٔ ۲۴ ژوئیهٔ ۱۹۳۹) قایقران قایق بادبانی اهل استرالیا بود.